# Словацько-хорватські відносини
Словацько-хорватські відносини (словац. slovensko-chorvátske vzťahy, хорв. slovačko-hrvatski odnosi) — історичні та поточні двосторонні відносини між Словаччиною та Хорватією.
Хорватія має посольство у Братиславі. Словаччина має посольство в Загребі та почесні консульства в Осієку і Спліті.
Обидві держави — повноправні члени Європейського Союзу і НАТО.

## Історія
Словаччина після падіння Великоморавської держави, як і Хорватія після вступу в персональну унію з Угорщиною перебували під владою угорських королів. Згодом обидві країни були частинами багатонаціональної Австрійської імперії та Австро-Угорщини.
Утворена за сприяння нацистської Німеччини Словацька держава мала порівняно успішні відносини з утвореною завдяки співпраці з нацистами Незалежною Державою Хорватія. Тодішні Словаччину і Хорватію поєднувала спільна антиугорська спрямованість зовнішньої політики. На пропозицію румунської дипломатії відбулися тристоронні перемовини між Румунією, Словаччиною і Хорватією з метою укладення воєнно-політичного альянсу, покликаного стати противагою угорським зазіханням у Південно-Східній Європі. Однак ідею такого регіонального союзу сприйняли негативно Німеччина та Італія, яким він нагадував довоєнні форми колективної безпеки в дусі небажаної для них Малої Антанти, через що плани стратегічного оточення Угорщини так і не втілилися в життя.

Тим часом, факт існування Словацької держави нацистська пропаганда ставила за приклад іншим малим державам Південно-Східної Європи, передовсім
слов'янським. На ділі словацьку модель було використано тільки один раз і саме під час створення тодішньої хорватської держави.
Чехословаччина визнала незалежну Хорватію 16 січня 1992 року. Після розпаду Чехословаччини Хорватія та новостворена Словаччина взаємно визнали та встановили дипломатичні відносини 1 січня 1993 року.

## Порівняльні дані країн
|                   | Хорватія                                                   | Словаччина                                             |
| ----------------- | ---------------------------------------------------------- | ------------------------------------------------------ |
| Населення         | 4 154 200                                                  | 5 435 343                                              |
| Площа             | 56 594 км2                                                 | 49 035 км2                                             |
| Густота населення | 75,8/км2                                                   | 111/км2                                                |
| Столиця           | Загреб                                                     | Братислава                                             |
| Найбільше місто   | Загреб — 688 163 ос. (агломерація: 1 113 111)              | Братислава — 421 801 ос. (агломерація: 659 578)        |
| Форма правління   | Унітарна парламентська конституційна республіка            | Унітарна парламентська конституційна республіка        |
| Поточний керівник | Президент Зоран Міланович Прем'єр-міністр Андрей Пленкович | Президент Зузана Чапутова Прем'єр-міністр Людовіт Одор |
| Офіційні мови     | хорватська                                                 | словацька                                              |